# تشاك غروس
تشاك غروس (بالإنجليزية: Chuck Gross)‏ هو سياسي أمريكي، ولد في 20 أغسطس 1958. انتخب عضو مجلس ولاية ميزوري وانتخب عضو مجلس نواب ولاية ميسوري.